# Orașul (roman)
City (Orașul) este un roman științifico-fantastic din 1952 scris de Clifford D. Simak. Versiunea originală este formată din opt povestiri conectate între ele, toate publicate inițial între 1944 și 1951, împreună cu scurte „note” despre fiecare dintre povestiri. Aceste note au fost scrise special pentru carte și servesc ca o povestire în ramă. Cartea a fost tipărită ca ACE # D-283 în 1958, cu o copertă de Ed Valigursky.
Simak a publicat a noua povestire despre City în 1973, numită „Epilog”. O ediție din 1980 include această a noua povestire; unele (dar nu toate) ediții ulterioare ale cărții includ, de asemenea, povestirea „Epilog”.
Cele opt povestiri sau nuvele sunt: "City", "Huddling Place", "Census", "Desertion", "Paradise", "Hobbies", "Aesop " și "The Simple Way".

## Povestea
Romanul  descrie o legendă formată din opt povestiri pe care câinii pastorali, pacifiști, le recită pe măsură ce transmit o legendă orală a unei creaturi cunoscute doar sub numele de Om. Fiecare povestire este precedată de note ale câinilor și discuții de învățare.
Prefața unui editor arată că, după fiecare povestire despre legendă, puii de câine pun multe întrebări:
"Ce este Omul?" vor întreba.

Sau poate: „Ce este un oraș?”

Sau: "Ce este un război?"

Nu există niciun răspuns pozitiv la niciuna dintre aceste întrebări.

Romanul are loc la mii de ani după ce oamenii și-au abandonat orașele în drumul lor către stele. Planeta Pământ a rămas în stăpânirea Câinilor, care își cresc puii cu legende transmise din generație în generație despre cei care le-au oferit chirurgical darul vorbirii, dar care nu se vor mai întoarce niciodată. Câinii trăiesc în armonie și pace cu ajutorul roboților. Cu toate acestea, lumea lor e pe cale să se schimbe, fiindcă o nouă putere pretinde supremația pe Pământ: furnicile care au format o societate industrială...

## Traducere
În limba română a fost tradus ca Orașul de Petru Iamandi și publicat de editura Paladin  în noiembrie 2018.

## Vezi și
- 1952 în științifico-fantastic